# Красный Ватрас
Красный Ватрас — село в Спасском районе Нижегородской области, административный центр Красноватрасского сельсовета. 
Ранее имел названия , Казенный Ватрас.

## История
В 1933 году село Монастырский Ватрас переименовано в Красный Ватрас.
В Красном Ватрасе сохранились жилые и промышленные постройки, возведённые местными предпринимателями в XIX — начале XX века
С середины XIX века в селе Монастырский Ватрас действовали десятки овчинных мастерских.
Действует красноватрасская швейная фабрика. Производит халаты, рукавицы, платья, одежду рабочую, костюмы, одеяла ватные, белье постельное, защитную одежду, спецодежду и снаряжение военные, обувь.

## Население
| 2002 | 2010 |
| ---- | ---- |
| 965  | ↘858 |